# 福井利吉郎
福井 利吉郎（ふくい りきちろう、1886年3月10日 - 1972年12月1日）は、日本の文学者、美術史家。東北大学名誉教授。

## 概要
大学卒業後、50年以上にわたり文化財の調査、指定、保存に尽力。専門分野は仏教美術、尾形光琳、俵屋宗達、乾山、絵巻物、水墨画と多方面に及んだ。

## 経歴
- 1886年 - 岡久一郎の次男として 岡山県児島郡に生れる。
- 1904年 - 福井彦次郎（教育者）の養子となり大阪へ転居。後に天王寺中学・第一高等学校を卒業。
- 1910年 - 京都帝国大学文科大学哲学科を卒業。京都帝国大学文科大学副手。
- 1911年 - 平子鐸嶺（1877-1911）の後任として内務省古社寺保存計画調査嘱託。
- 1968年 - 文化財保護審議会専門委員を退く。
- 1972年 - 脳内出血により東京都三鷹市内の自宅にて死去[2]。墓所は染井霊園。

## 栄典
- 1945年（昭和20年）5月17日 - 勲二等瑞宝章[3]

## 主な著作
- 『繪卷物概説　岩波講座日本文學』岩波書店、1932-33年
- 『水墨画　岩波講座日本文學』岩波書店、1933年
- ジョージ・サンソム『日本文化史』東京創元社〈創元選書〉（上中下）、1951-52年、改訂新版（全1巻）、1976年
- 『福井利吉郎美術史論集』中央公論美術出版（上中下）、1998-2000年